# O̰
Cette page contient des caractères spéciaux ou non latins. S’ils s’affichent mal (▯, ?, etc.), consultez la page d’aide Unicode.
O̰ (minuscule : o̰, ou O tilde souscrit, est un graphème utilisé dans l'écriture du kim, du nangnda, du ngambay, du zarma et du ǃxóõ. Il s'agit de la lettre O diacritée d'un tilde souscrit.

## Utilisation
En ngambay, le O tilde souscrit ‹ O̰ › représente un O nasalisé,.
En zarma, le O tilde souscrit ‹ O̰ › représente un O nasalisé.
Dans l’alphabet phonétique international, le tilde souscrit indique une laryngalisation, /o̰/ est donc la notation pour un /o/ laryngalisé.

## Représentations informatiques
Le O tilde souscrit peut être représenté avec les caractères Unicode suivants :
- décomposé (latin de base, diacritiques) :

| formes    | représentations | chaînes de caractères | points de code | descriptions                                         |
| --------- | --------------- | --------------------- | -------------- | ---------------------------------------------------- |
| capitale  | O̰               | O◌̰                    | U+004F U+0330  | lettre majuscule latine o diacritique tilde souscrit |
| minuscule | o̰               | o◌̰                    | U+006F U+0330  | lettre minuscule latine o diacritique tilde souscrit |